# Desa Lemahabang (administrativ by i Indonesien, Jawa Barat, lat -6,28, long 107,45)
Desa Lemahabang är en administrativ by i Indonesien.   Den ligger i provinsen Jawa Barat, i den västra delen av landet, 70 km öster om huvudstaden Jakarta.